# ウァレンティニアヌス1世

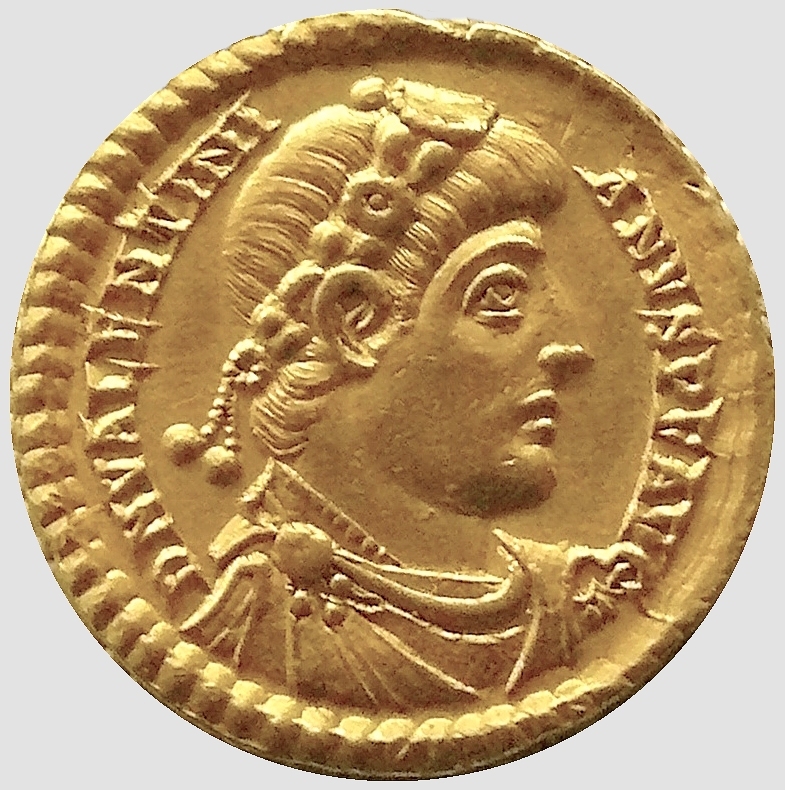
ウァレンティニアヌス1世が刻まれた金貨

ウァレンティニアヌス1世（Valentinianus I, 321年 - 375年11月17日）は、ローマ帝国の皇帝（在位：364年 - 375年）で、ウァレンティニアヌス朝の創始者。またウァレンティニアヌス大帝とも。

## 生涯
ウァレンティニアヌス1世は321年に第二パンノニア属州のキバラエで生まれた。父は将軍の大グラティアヌスで7つ年下の実弟に後の共同皇帝ウァレンスがいる。兄弟の母（名はファウスタとされる）はコンスタンティウス1世の孫娘である為、女系ながらコンスタンティヌス朝の諸皇帝とは血縁関係にある。
皇帝コンスタンティウス2世の時代に軍へ入隊し、続けてユリアヌス、ヨウィアヌスに仕えた。ヨウィアヌスがコンスタンティノープルへの帰還途中にガス中毒(暗殺説もあるが)で事故死したため、軍はニカイアで後継の皇帝を選ぶことになった。ヨウィアヌスには息子のウァロニアヌスがいて364年は同僚のコンスルにしていたが、北方の蛮族及び講和条約を結んだものの情勢の不安なサーサーン朝ペルシア帝国などの東方の不安も抱えていたため、軍は実務経験のある優秀な軍人を後継者にすることを望んだ。こうして白羽の矢が立ったのが当時43歳の将軍ウァレンティニアヌスであった。
ウァレンティニアヌスはヨウィアヌスの死から約10日後の2月26日に皇帝に即位した。また、3月28日に弟ウァレンスを共同皇帝に据えた。兄弟はナイススで配分を話し合い兄ウァレンティニアヌスは西方帝として帝国西部(イタリア、イリュリクム、ヒスパニア、ガリア、ブリタンニア、アフリカ)を取り、弟ウァレンスには東方帝として帝国東部(バルカン半島の東半分、ギリシア、アエギュプトゥス、シリア、小アジア、ペルシア)を与えた。
その短い治世の間に、ローマはアフリカ、ゲルマニア、ブリタンニアでそれまで遭遇したことのない蛮族との紛争に追われることとなった。その中でも特に脅威だったのがブルグント族やサクソン人である。
メディオラヌムに最初の司令部を置き、パリ、ランスでアレマン人と戦うために指揮を執った。同時に東方ではコンスタンティヌス朝の親類のプロコピウスが反乱を起こしていたので、鎮圧のためウァレンスを支援した。366年にウァレンスはリディアでその軍勢を倒し、プロコピウスを処刑した。
北方のアレマン人と戦うため将軍セウェリアヌスとカリエットの二人を送った。しかし二将はアラマンニ族に敗れ戦死してしまった。続いてマギステル・エクィトゥム(騎兵長官)のダガライフスを送ったものの戦線は膠着し、ウァレンティニアヌスはダガライフスを罷免し後任の騎兵長官にはヨウィヌスを据えた。ヨウィヌスはアラマンニ族を押し返し、この功績で367年のコンスルとなった。
一方、ブリタンニアでは反乱が起きていた。367年にピクト人、スコット人及びアッタコッティ人が共謀してブリタンニアのローマ官僚を殺害したことをきっかけに大規模な反乱に発展していった。それと同時にガリア北部ではサクソン人とフランク人が海岸沿いの都市を襲撃していた。後世にw:the Great Conspiracy(偉大なる共謀)と呼ばれるこの出来事でブリタンニアはローマの支配が大変危ういものとなった。
ブリタンニアの反乱軍はアントニヌスの長城からケントまでを荒らし回り街々を略奪していった。ブリタンニアへは騎兵長官ヨウィヌスとマギステル・ペディトゥム(歩兵長官)のセウェルスが送られた。しかし、戦況は思わしくなく368年の初めに両名はアラマンニ族との戦いに備えるという名目でに呼び戻された。後任には新しいブリタンニア管区長官として大テオドシウス(テオドシウス1世の父)が送られた。
ウァレンティニアヌスは軍備を増強すべく、イタリア管区の長官セバスティアヌスをイタリアとイリュリア駐屯軍団とともに呼び寄せ、さらにブリタンニアから召還されたセウェルスとヨウィヌスを加え、翌368年の春に大軍をもってアラマンニ族と戦い、ソリキニウムの戦いで勝利した。損害は大きかったもののアラマンニ族の勢力は大きく削られた。
その後、ウァレンティニアヌスは病に臥せ、自身の後継者のことを考えた。結果まだ8歳だった長男のグラティアヌスを西部の共同皇帝に据えることにした。ウァレンティニアヌスはすぐに回復したがグラティアヌスは共同皇帝に据えたままにした。
ガリア北部の海岸沿いに来襲していたサクソン人に対して、同地の総督ナンニエヌスは歩兵長官セウェルスを救援に寄越すよう要望した。サクソン人に何度か勝利したローマ軍は彼らと講和を結んだ。条件としてサクソン人の若者たちをローマ軍に提供させることを呑ませたがローマ軍は裏切り、サクソン人の若者たちを待ち伏せして皆殺しにした。
ブリタンニアの反乱は369年に大テオドシウスが鎮圧し、更にブリタンニアの北方に皇帝ウァレンティニアヌスに因んでウァレンティアという属州を設置した。皇帝の許へ帰還した大テオドシウスはヨウィヌスの後任の騎兵長官に任じられた。
サクソン人との戦いの間、ウァレンティニアヌスはブルグント族と同盟を結ぶ努力をしていたが、その交渉は失敗に終わった。しかし、ブルグント族とローマが同盟を結ぶという噂はアラマンニ族を浮き足立たせ統率を乱し、大テオドシウスがアラマンニ族を各個撃破することに役立った。捕らえられたアラマンニ族はポー川流域に置かれそこから移動することを禁じられた。しかし、アラマンニ族の族長マルキアヌスは辛うじて捕縛されず逃走していた。
372年にアフリカ属州ではフィルムスという人物がローマの支配下で虐げられていた原住民などと共に反乱を起こしていた。この反乱に対してまたも大テオドシウスが送られた。大テオドシウスは反乱を鎮圧し、フィルムスは収監を恐れて自殺した。
ウァレンティニアヌスは逃走していたアラマンニ族の族長マルキアヌスを討伐すべく戦ったがクァディ族やサルマティア人がイリュリアへ侵入してきたため、374年彼はマルキアヌスと渋々講和を結んだ。その後トリーアに司令部を置いてライン川の防御を固め、いくつもの砦の建設を監督した。
374年、ゲルマン人のクァディ族（現在のモラヴィアやスロバキアにいた）は、ドナウ川北にローマの砦が築かれたことや、自分たちの王が殺されたことに憤激し、川を渡って侵攻してきた。また、サルマティア人もイリュリアに侵入していた。クァディ族とサルマティア人はパンノニア・ウァレリア属州やモエシア付近まで達していた。クァディ族に対してはウァレンティニアヌス自らがセバスティアヌスと歩兵長官メロバウデスを率いて対応し、サルマティア人へは大テオドシウスの息子小テオドシウスが対応することにした。
パンノニア・ウァレリアの要塞化されていた都市は略奪を受けなかったが、要塞化されていない都市や町は略奪に晒された。モエシアに侵入していた別のサルマティア人の集団は小テオドシウスが撃退した。この功績で小テオドシウスはモエシアのドゥクスに任じられた(しかし、その後の敗北で2個軍団を失い解任された)。
一方ウァレンティニアヌスは翌375年の春にパンノニア・ウァレリアのブリゲティオに司令部を移した。そして、現在のコマーロムの辺りでクァディ族と会見を持ったが怒りのあまり叫んだときに脳卒中を起こした。これが原因となって同年11月17日に死去した。